# Munich Machine
Munich Machine war ein in München beheimatetes deutsches Discoprojekt unter der Leitung des Produzenten Giorgio Moroder, das von 1976 bis 1980 aktiv war. Beteiligt waren außerdem die Produzenten Pete Bellotte, Günther Moll und Gary Unwin sowie der Bassist Stefan Wissnet, der Gitarrist Mats Björklund und die amerikanische Sängerin Chris Bennett.
Der größte Erfolg ist Get on the Funk Train vom Album Munich Machine aus dem Jahr 1977. Der Titel platzierte sich in den Top 50 der UK-Charts und erreichte Platz 7 der amerikanischen Billboard Dance-Charts. Mit einer Coverversion des Procol-Harum-Hits A Whiter Shade of Pale gelang 1978 ein weiteres Mal der Sprung in die britischen Top 50, in den Billboard Dance-Charts reichte es für Platz 22. Das zugehörige gleichnamige Album platzierte sich in den US-Album-Charts, wo es bis auf Rang 190 stieg. Der letzte Charterfolg dieses Moroder-Projekts ist die Single Party Light / Let Your Body Shine, eine Auskopplung vom Album Body Shine, die 1979 bis auf Platz 33 der US-Dance-Charts kam.

## Mitglieder
- Giorgio Moroder (* 26. April 1940 in St. Ulrich in Gröden, Südtirol, Italien) – Produzent
- Peter John Bellotte (* in Großbritannien) – Produzent
- Günther Moll – Produzent
- Gary Unwin – Produzent
- Stefan Wissnet – Gesang, Bass (* in Deutschland)
- Christine Bennett (* 2. August 1948 in Illinois) – Gesang, Piano
- Mats Björklund (* 23. Oktober 1949) – Gitarre

## Diskografie

### Alben
| Jahr | Titel Musiklabel                    | Höchstplatzierung, Gesamtwochen, AuszeichnungChartsChartplatzierungen (Jahr, Titel, Musiklabel, Platzierungen, Wochen, Auszeichnungen, Anmerkungen) | Anmerkungen                                                                                           |
| Jahr | Titel Musiklabel                    | US | Anmerkungen                                                                                           |
| ---- | ----------------------------------- | --- | --- |
| 1978 | A Whiter Shade of Pale Oasis 26 086 | US190 (3 Wo.)US | Erstveröffentlichung: Juni 1978 introducing Chris Bennett Produzenten: Giorgio Moroder, Pete Bellotte |

Weitere Alben
- 1977: Disco Symphony (Fenati at Piano with the Munich Machine; nur Italien; Oxford 3114)
- 1977: Munich Machine (introducing the Midnite Ladies; Oasis 26 823)
- 1979: Body Shine (Oasis 200 5203)
- 1996: Get on the Funk Train (Kompilation; Oasis 62509)

### Singles
| Jahr | Titel Album                                  | Höchstplatzierung, Gesamtwochen, AuszeichnungChartplatzierungen (Jahr, Titel, Album, Platzierungen, Wochen, Auszeichnungen, Anmerkungen) | Höchstplatzierung, Gesamtwochen, AuszeichnungChartplatzierungen (Jahr, Titel, Album, Platzierungen, Wochen, Auszeichnungen, Anmerkungen) | Anmerkungen |
| Jahr | Titel Album                                  | UK | Dance | Anmerkungen |
| ---- | -------------------------------------------- | --- | --- | --- |
| 1977 | Get on the Funk Train Munich Machine         | UK41 (5 Wo.)UK | Dance7 (15 Wo.)Dance | Erstveröffentlichung: Oktober 1977 Autoren: Giorgio Moroder, Pete Bellotte                                               |
| 1978 | A Whiter Shade of Pale                       | UK42 (4 Wo.)UK | Dance22 (9 Wo.)Dance | Erstveröffentlichung: Juni 1978 introducing Chris Bennett Autoren: Gary Brooker, Keith Reid Original: Procol Harum, 1967 |
| 1979 | Party Light / Let Your Body Shine Body Shine | — | Dance33 (7 Wo.)Dance | Erstveröffentlichung: Juni 1979 Autoren: Stefan Wissnet, Günther Moll, Chris Bennett                                     |

Weitere Singles
- 1976: Classically Elise (Dino Solera and the Munich Machine)
- 1977: Sheherazade (Fenati with the Munich Machine; nur Italien)
- 1980: Guerreros del espacio / Bolectro (als Munich Machine & Giorgio)